# ATP Cup de 2022
A ATP Cup de 2022 foi a 3ª e última edição do torneio entre países do tênis masculino disputado em quadras duras da Austrália.
No ano seguinte, foi substituída por um torneio misto de mesma natureza, a United Cup.

## Pontuação e premiação

### Distribuição de pontos
| Modalidade | Jogador ranqueado | Fase           | Pontos por vitória vs. oponente ranqueado | Pontos por vitória vs. oponente ranqueado | Pontos por vitória vs. oponente ranqueado | Pontos por vitória vs. oponente ranqueado | Pontos por vitória vs. oponente ranqueado | Pontos por vitória vs. oponente ranqueado | Pontos por vitória vs. oponente ranqueado |
| Modalidade | Jogador ranqueado | Fase           | No. 1–10                                  | No. 11–20                                 | No. 21–30                                 | No. 31–50                                 | No. 51–100                                | No. 101–250                               | No. 251+                                  |
| ---------- | ----------------- | -------------- | ----------------------------------------- | ----------------------------------------- | ----------------------------------------- | ----------------------------------------- | ----------------------------------------- | ----------------------------------------- | ----------------------------------------- |
| Simples    | No. 1–250         | Final          | 280                                       | 220                                       | 160                                       | 120                                       | 90                                        | 60                                        | 40                                        |
| Simples    | No. 1–250         | Semifinal      | 200                                       | 160                                       | 120                                       | 90                                        | 60                                        | 40                                        | 30                                        |
| Simples    | No. 1–250         | Fase de grupos | 90                                        | 80                                        | 60                                        | 45                                        | 30                                        | 25                                        | 20                                        |
| Simples    | No. 251+          | Final          | 85                                        | 85                                        | 85                                        | 85                                        | 85                                        | 55                                        | 40                                        |
| Simples    | No. 251+          | Semifinal      | 55                                        | 55                                        | 55                                        | 55                                        | 55                                        | 40                                        | 30                                        |
| Simples    | No. 251+          | Fase de grupos | 30                                        | 30                                        | 30                                        | 30                                        | 30                                        | 20                                        | 15                                        |
| Duplas     | Qualquer ranking  | Final          | 90                                        | 90                                        | 90                                        | 90                                        | 90                                        | 90                                        | 90                                        |
| Duplas     | Qualquer ranking  | Semifinal      | 75                                        | 75                                        | 75                                        | 75                                        | 75                                        | 75                                        | 75                                        |
| Duplas     | Qualquer ranking  | Fase de grupos | 45                                        | 45                                        | 45                                        | 45                                        | 45                                        | 45                                        | 45                                        |

- Máximo de 750 pontos por invencibilidade de jogador de simples e 250 para duplista.

### Premiação

#### Participação
| Nº 1 de simples  | Nº 1 de simples |
| Ordem de entrada | Valor           |
| ---------------- | --------------- |
| 1–3              | US$ 220.000     |
| 4–6              | US$ 190.000     |
| 7–12             | US$ 160.000     |
| 13–16            | US$ 135.000     |

| Nº 2 de simples    | Nº 2 de simples |
| Ranking de simples | Valor           |
| ------------------ | --------------- |
| 1–10               | US$ 160.00      |
| 11–12              | US$ 135.000     |
| 21–30              | US$ 60.000      |
| 31–50              | US$ 45.000      |
| 51–100             | US$ 30.000      |
| 101–250            | US$ 20.000      |
| 251–               | US$ 15.000      |

| Nº 3 a 5 de simples ou duplas | Nº 3 a 5 de simples ou duplas | Nº 3 a 5 de simples ou duplas | Nº 3 a 5 de simples ou duplas |
| Ranking de simples            | Valor                         | Ranking de duplas             | Valor                         |
| ----------------------------- | ----------------------------- | ----------------------------- | ----------------------------- |
| 1–20                          | US$ 160.00                    | 1–20                          | US$ 20.000                    |
| 21–50                         | US$ 15.000                    | 21–50                         | US$ 15.000                    |
| 51–100                        | US$ 10.000                    | 51–100                        | US$ 10.000                    |
| 101–250                       | US$ 7.500                     | 101–250                       | US$ 7.500                     |
| 251–                          | US$ 5.000                     | 251–                          | US$ 5.000                     |

#### Individual
| Vitória do     | Nº 1 de simples | Nº 2 de simples | Duplas     |
| -------------- | --------------- | --------------- | ---------- |
| Final          | US$ 250.000     | US$ 160.000     | US$ 42.000 |
| Semifinal      | US$ 150.000     | US$ 105.000     | US$ 30.000 |
| Fase de grupos | US$ 44.500      | 30.000          | US$ 8.500  |

#### Equipe
| Vitória em     | Por jogador |
| -------------- | ----------- |
| Final          | US$ 50.000  |
| Semifinal      | US$ 30.000  |
| Fase de grupos | US$ 10.000  |

- Todos os jogadores (3 a 5) - independentemente de jogarem ou não - recebem a mesma quantia por vitória de sua equipe.

## Entradas
Quinze países se classificaram para a ATP Cup baseados no ranking da ATP dos números 1 de simples, com data máxima de 2 de dezembro de 2021. O país-sede, a Austrália, recebeu um convite (WC).
Em novembro, a Suíça desistiu após o número 16 Roger Federer decidir não participar por causa da recuperação de lesão no joelho.
Em 1º de dezembro, o número 6 do mundo Rafael Nadal desitiu, mas a Espanha se classificou com o próximo melhor jogador em simples.
A Áustria inicialmente se qualificou com o número 15 mundial Dominic Thiem. No entanto, o jogador desistiu e Dennis Novak não podia viajar para a Austrália em 29 de dezembro. Assim, a equipe saiu da competição, já que o regulamento indica que pelo menos um jogador da equipe deve estar no top 250. A Áustria foi substituída pela França.
O número 1 da Sérvia Novak Djokovic desistiu em 29 de dezembro de 2021, mas seu país se manteve na ATP Cup por causa do melhor ranking do próximo jogador, Dušan Lajović, para os critérios de classificação. A Rússia estava representada por Andrey Rublev e Aslan Karatsev, mas ambos desistiram em 29 de dezembro de 2021.
| País           | Jogador 1             | Jogador 2               | Jogador 3                   | Jogador 4              | Jogador 5            | Capitão               |
| -------------- | --------------------- | ----------------------- | --------------------------- | ---------------------- | -------------------- | --------------------- |
| Alemanha       | Yannick Hanfmann      | Kevin Krawietz          | Tim Pütz                    | Jan-Lennard Struff     | Alexander Zverev     | Michael Kohlmann      |
| Argentina      | Federico Coria        | Federico Delbonis       | Máximo González             | Andrés Molteni         | Diego Schwartzman    | Alejandro Fabbri      |
| Austrália (WC) | James Duckworth       | Alex de Minaur          | John Peers                  | Max Purcell            | Luke Saville         | Lleyton Hewitt        |
| Canadá         | Félix Auger-Aliassime | Steven Diez             | Brayden Schnur              | Denis Shapovalov       | –                    | Félix Auger-Aliassime |
| Chile          | Tomás Barrios Vera    | Cristian Garín          | Alejandro Tabilo            | –                      | –                    | Jorge Aguilar         |
| Espanha        | Roberto Bautista Agut | Pablo Carreño Busta     | Alejandro Davidovich Fokina | Pedro Martínez         | Albert Ramos Viñolas | Tomás Carbonell       |
| Estados Unidos | Taylor Fritz          | John Isner              | Brandon Nakashima           | Rajeev Ram             | –                    | Michael Russell       |
| França         | Ugo Humbert           | Fabrice Martin          | Arthur Rinderknech          | Édouard Roger-Vasselin | –                    | Nicolas Copin         |
| Geórgia        | Aleksandre Bakshi     | Nikoloz Basilashvili    | Aleksandre Metreveli        | Saba Purtseladze       | Zura Tkemaladze      | David Kvernadze       |
| Grã-Bretanha   | Liam Broady           | Daniel Evans            | Jamie Murray                | Cameron Norrie         | Joe Salisbury        | Liam Broady           |
| Grécia         | Markos Kalovelonis    | Michail Pervolarakis    | Aristotelis Thanos          | Petros Tsitsipas       | Stefanos Tsitsipas   | Apostolos Tsitsipas   |
| Itália         | Matteo Berrettini     | Simone Bolelli          | Fabio Fognini               | Jannik Sinner          | Lorenzo Sonego       | Vincenzo Santopadre   |
| Noruega        | Viktor Durasovic      | Lukas Hellum Lilleengen | Andreja Petrovic            | Leyton Rivera          | Casper Ruud          | Christian Ruud        |
| Polónia        | Hubert Hurkacz        | Kamil Majchrzak         | Szymon Walków               | Jan Zieliński          | Kacper Żuk           | Marcin Matkowski      |
| Rússia         | Evgeny Karlovskiy     | Daniil Medvedev         | Roman Safiullin             | Alexander Shevchenko   | –                    | Gilles Cervara        |
| Sérvia         | Nikola Čačić          | Filip Krajinović        | Dušan Lajović               | Matej Sabanov          | –                    | Ivan Sabanov          |

## Fase final
|  | Semifinal    | Semifinal  |              |   | Final | Final |
|  |              |            |              |   |       |       |
|  | 7 de janeiro |            |              |   |       |       |
|  |              |            |              |   |       |       |
|  | [12] Espanha | 2          |              |   |       |       |
|  | [12] Espanha | 2          | 9 de janeiro |   |       |       |
|  | [7] Polónia  | 1          |              |   |       |       |
|  | [7] Polónia  | 1          | [12] Espanha | 0 |       |       |
|  | 8 de janeiro |            | [12] Espanha | 0 |       |       |
|  |              | [8] Canadá | 2            |   |       |       |
|  | [8] Canadá   | [8] Canadá | 2            | 2 |       |       |
|  | [8] Canadá   |            |              | 2 |       |       |
|  | [2] Rússia   | 1          |              |   |       |       |
|  | [2] Rússia   | 1          |              |   |       |       |

## Final

### Espanha vs. Canadá
| Espanha 0 | Sydney, Austrália 9 de janeiro Ken Rosewall Arena | Sydney, Austrália 9 de janeiro Ken Rosewall Arena                                     | Canadá 2 |     |   |            |   |  |
| \| 1 \| \| Pablo Carreño Busta Denis Shapovalov \| 4 6 \| 3 6 \| \| \| \| 2 \| \| Roberto Bautista Agut Félix Auger-Aliassime \| 63 7 \| 3 6 \| \| \| \| 3 \| \| Alejandro Davidovich Fokina / Pedro Martínez Félix Auger-Aliassime / Denis Shapovalov \| \| \| \| não jogado \| \| 4 \| \| \| \| \| \| \| \| 5 \| \| \| \| \| \| \| |                                                   |                                                                                       |          |     |   |            |   |  |
| |                                                   |                                                                                       | 1        | 2   | 3 | 4          | 5 |  |
| 1 | Espanha · Canadá                                  | Pablo Carreño Busta Denis Shapovalov                                                  | 4 6      | 3 6 |   |            |   |  |
| 2 | Espanha · Canadá                                  | Roberto Bautista Agut Félix Auger-Aliassime                                           | 63 7     | 3 6 |   |            |   |  |
| 3 | Espanha · Canadá                                  | Alejandro Davidovich Fokina / Pedro Martínez Félix Auger-Aliassime / Denis Shapovalov |          |     |   | não jogado |   |  |
| 4 | Espanha · Canadá                                  |                                                                                       |          |     |   |            |   |  |
| 5 | Espanha · Canadá                                  |                                                                                       |          |     |   |            |   |  |